# Jégkorong-világbajnokság
A jégkorong-világbajnokság a Nemzetközi Jégkorongszövetség (International Ice Hockey Federation, IIHF) szervezésében, minden évben megrendezésre kerülő, több nemzetközi jégkorongtorna. A jégkorong-világbajnokság alapvetően egy főcsoportra és három divízióra van osztva, mindegyikben külön világbajnokságokat rendeznek. A divízió I-es, II-es, III-as vb-ket minden év áprilisában, a főcsoportét ezt követően, májusban rendezik.

## Története
Az első hivatalos vb az 1920-ban megrendezett nyári olimpiai játékok jégkorongtornája volt. Az első független vb-t 1930-ban rendezték. Ezt követően minden évben megrendezik az eseményt, de a második világháború miatt az 1940–1946 közötti vb-ket nem tartották meg. 1920 és 1968 között az olimpiai években az olimpia jégkorongtornája minősült az az évi világbajnokságnak. 1972-ben és 1976-ban a téli olimpia évében is rendeztek vb-t, de 1980-ban, 1984-ben és 1988-ban nem volt világbajnokság, de az olimpia tornája sem számított annak.
1951-ben a vb-ből két csoportot alakítottak ki, majd 1961-ben egy harmadik csoport is létrejött a sok résztvevő miatt. Az A csoportos, B csoportos és C csoportos vb-ket 1966 és 1992 között, az olimpiai évek kivételével minden évben megrendezték. 1987-ben jött létre a negyedik csoport, D csoportos vb. 1992 óta azonban újra rendeznek külön világbajnokságokat is a téli olimpia jégkorongtornája mellett.
1990-ben az IIHF kongresszusa megváltoztatta az A csoportos vb lebonyolítását. 1992-től bevezették az egyenes kieséses rendszert. Korábban a vb csoportkör során dőlt el.
2001-ben átnevezték a világbajnokságokat. A főcsoportban 16 csapat kapott helyet. A B csoportos vb a divízió I-es, C csoportos vb a divízió II-es, D csoportos vb a divízió III-as világbajnokság nevet kapta. A dívizó I-ben és II-ben két-két csoportot alakítottak ki, amelyek azonos szintnek minősültek. Mindkettőben 12 csapat volt, tehát csoportonként 6–6. A divízió III-ban egy csoport volt, 6 csapattal. A divízió I-ből és II-ből a két-két első helyezett jutott feljebb, és a két-két utolsó pedig egy divízióval lejjebb került a következő évben. A divízió III-ból két csapat jutott feljebb.
A 2011-es vb-ket követően a divízió I-es és II-es vb két csoportját egymás alá-fölé rendelték. 2012-től a divízió I-es A csoportból az első két csapat jut fel a főcsoportba, ahonnan két csapat kiesik. A divízió I B csoporttól kezdődően a lentebbi szinteken csak egy-egy csapat jut fel, illetve esik ki. A résztvevők száma nem változott. Több induló esetén a divízió III-as vb-nek selejtezőt rendeznek. A főcsoport lebonyolítását is megváltoztatták. A korábbi négy darab négyes csoport helyett két darab nyolcas csoportba osztják a csapatokat az aktuális világranglista alapján. Innen az első négy helyezett jut az egyenes kieséses szakaszba. A két csoport utolsó helyezettjei esnek ki a divízió I A csoportjába.

## A világbajnokság rendszere
A világbajnokság egy főcsoportra és három divízióra van osztva, amelyek egymás alá-fölé rendeltek. A divízió I-ben és II-ben két, egymás alá-fölé rendelt csoport található, így gyakorlatilag hat szintből áll a világbajnokság. Az egyes csoportokból kiesők helyére az alatta lévő csoportból feljutók kerülnek és fordítva.

### Főcsoport
A főcsoportban 16 csapat szerepel. A győztes az aktuális év világbajnoka. A két utolsó helyezett kiesik a divízió I A csoportjába.
A világbajnokság csoportjait a világranglista alapján osztják be. A résztvevőket figyelembe véve, a ranglista szerinti sorrendben az egyik csoportba az 1., 4., 5., 8., 9., 12., 13., 16.; a másik csoportba a 2., 3., 6., 7., 10., 11., 14., 15. sorszámú csapatok kerülnek.

### Divízió I
A divízió I-ben 12 csapat szerepel. A divíziót két hatcsapatos csoportra osztották, amelyek egymás alá-fölé vannak rendelve. Az A csoport első két helyezettje feljut a főcsoportba, az utolsó helyezett kiesik. A B csoport első helyezettje feljut a divízió I A csoportjába, az utolsó pedig kiesik a divízió II A csoportjába.

### Divízió II
A divízió II-ben 12 csapat szerepel. A divíziót két hatcsapatos csoportra osztották, amelyek egymás alá-fölé vannak rendelve. Az A csoport első helyezettje feljut a divízió I B csoportjába, az utolsó helyezett kiesik a divízió II B csoportjába. A B csoport első helyezettje feljut a divízió II A csoportjába, az utolsó pedig kiesik a divízió III-ba.

### Divízió III
A divízió III-ben 6 csapat szerepel, egyetlen csoportban. Az első helyezett feljut a divízió II B csoportjába.

## Éremtáblázat
Az alábbi táblázat az 1920–2024-ig megrendezett világbajnokságokon érmet nyert csapatokat tartalmazza.

Jégkorong-világbajnokságot nyert országok

| Helyezés | Ország                       | Arany   | Ezüst   | Bronz   | Összesen |
| 1.       | Kanada                       | 28      | 16      | 9       | 53       |
| 2.       | Oroszország · Szovjetunió ·  | 5 22 27 | 3 7 10  | 5 10    | 13 34 47 |
| 3.       | Csehország · Csehszlovákia · | 7 6 13  | 1 12 13 | 6 16 22 | 14 34 48 |
| 4.       | Svédország                   | 11      | 19      | 18      | 48       |
| 5.       | Finnország                   | 4       | 9       | 3       | 16       |
| 6.       | Egyesült Államok             | 2       | 9       | 9       | 20       |
| 7.       | Nagy-Britannia               | 1       | 2       | 2       | 5        |
| 8.       | Szlovákia                    | 1       | 2       | 1       | 4        |
| 9.       | Svájc                        | 0       | 4       | 8       | 12       |
| 10.      | Németország · NSZK ·         | 0       | 1 3     | 2 0 2   | 3 1 5    |
| 11.      | Ausztria                     | 0       | 0       | 2       | 2        |
| 12.      | Lettország                   | 0       | 0       | 1       | 1        |
|          |                              |         |         |         |          |
| Összesen | Összesen                     | 87      | 87      | 87      | 261      |